# Waterhouse Island (Tasmanien)
Waterhouse Island ist eine Insel von 287 Hektar Größe im Nordosten von Tasmanien, Australien. Die Insel ist Teil der Waterhouse-Island-Gruppe.
Die Insel wurde nach Captain Henry Waterhouse von der HMS Reliance benannt. Nicholas Baudin steuert 1802 die Insel an, weil er glaubte ihr Name deute auf Süßwasser auf der Insel hin, was jedoch nicht der Fall war.
Ein großer Teil des Inneren der Insel ist privat gepachtet. Am 28. September 2011 wurden 106 Hektar der Insel ein Schutzgebiet die: Waterhouse Island Conservation Area. Das Schutzgebiet umzieht fast die gesamte Insel vom Punkt des tiefsten Wasserstandes bei Ebbe bis ungefähr 45 m in die Insel hinein, sowie ein 35 Hektar großes Gebiet an der Nordspitze. Ein kleiner sandiger Vorsprung an der östlichen Küste scheint von dem Schutzgebiet ausgeschlossen zu sein, sein Status ist ungeklärt. Ein Leuchtturm steht auf Kronland an der nördlichen Spitze der Insel.
Waterhouse Island hat ein dem mediterranen Klima ähnliches Klima mit warmen Sommern und kühleren Winter. Der Niederschlag von etwa 600 mm pro Jahr ist recht gleichmäßig über das Jahr verteilt, mit einem leichten Schwerpunkt in den späten Wintermonaten.
Die Insel hat ausgedehnte Sandstrände an der Ost- und Südseite. Die West- und Nordküste sind hauptsächlich felsig. Die Insel dient als Schutzhafen für Yachten und kleinere Boote in der Bass-Straße. Die Gewässer um die Insel sind ein beliebtes Fischereigebiet.
Die Insel wird seit der Mitte des 19. Jahrhunderts landwirtschaftlich genutzt. Die Haltung von Schafen war die Hauptnutzung. Auf der Insel gibt es ein Haus, einen Schafstall und zwei Schuppen. Die Gebäude liegen an der windabgewandten Seite der Insel auf der Ostseite.
Es gibt einen betriebsbereiten Kai auf der Insel sowie zwei Landepisten für Flugzeuge.
Bis 1970 litt die Vegetation der Insel unter der Weidenutzung. Die dann folgenden Besitzer der Insel haben gefährdete Gebiete abgezäunt und Maßnahmen zur Regeneration der Vegetation ergriffen.
Die Vegetation des Weidelandes besteht zum großen Teil aus eingeführtem Weidegras.
Das Vieh hatte in der Vergangenheit zur Erosion beigetragen, was die Seevogelkolonien im Uferbereich beeinträchtigte. Die Erosion konnte unter Kontrolle gebracht werden und die Zahl der Zwergpinguine und die der brütenden Seevögel haben zugenommen.
2016 wurde Waterhouse Island für 5,5 Mio. AU$ an einen Geschäftsmann aus Singapur verkauft.

## Fauna
Auf der Insel brüten Zwergpinguine sowie verschiedene Seevögel. Zu den eingeführten Säugetieren gehören: Schafe, Katzen, Damhirsche und Hausmäuse. Zu den Reptilien auf der Insel gehören verschiedene Arten von Skinken sowie die Gewöhnliche Tigerotter.

## Waterhouse-Island-Gruppe
Neben Waterhouse Island gehören die folgenden Inseln zu der Gruppe:
- Little Waterhouse Island
- Swan Island[8]
- Little Swan Island[8][7]
- Cygnet Island
- Foster Islands
- St Helens Island
- Ninth Island
- Paddys Island
- Maclean Island
- Baynes Island
- Tenth Island[9]
- Bird Rock
- George Rocks

Die Gruppe der Inseln ist keine Inselgruppe im engen Sinne; zwar sind sie geologisch gleich entstanden, liegen aber nicht alle nahe beieinander. Die Zusammenfassung zu einer Gruppe von Inseln hat vielmehr historische Gründe: Sie wurden jeweils von Captain Henry Waterhouse (1770–1812) mit der HMS Reliance angesteuert bzw. entdeckt. Als britischer Offizier der Royal Navy hatte er im Juli 1794 bei seinem zweiten Australienaufenthalt das Kommando der Reliance erhalten und führte ausgiebige Erkundungsfahrten durch, unter anderem mit dem neuen Gouverneur John Hunter, mit seinem späteren Schwager George Bass sowie mit Matthew Flinders und dem Aboriginal Bennelong. Captain Waterhouse ist hierdurch eng mit der frühen europäischen Besiedlung Australiens verbunden.